# Буше, Альфред
Альфред Буше (фр. Alfred Boucher; 23 сентября 1850, Буи-сюр-Орвен — 18 августа 1934, Экс-ле-Бен) — французский скульптор и меценат, первый учитель Камиллы Клодель, основатель коммуны художников «Улей» в Париже.

## Биография
Из бедной семьи. Родился в деревне Буи-сюр-Орвен, но в раннем детстве переехал с семьёй в ближайший город — Ножан-сюр-Сен, который в дальнейшем считал своей малой родиной. С девяти лет работал помощником садовника (своего отца) в Ножан-сюр-Сен у скульптора Жозефа Мариуса Рамюса. Скульптор обратил внимание на мальчика и взялся обучать его. Рамюс представил Буше ещё более известному скульптору, уроженцу Ножан-сюр-Сен Полю Дюбуа.
Получив стипендию от города Ножан-сюр-Сен, Альфред Буше поступил в Школу изящных искусств в Париже в 1869 году и учился у Поля Дюбуа и Огюста Дюмона. В 1876 году он получил (с третьей попытки) престижную Римскую премию (второе место) в номинации «скульптура». После этого, в 1877—1878 годах Буше жил в Риме за счёт государства, как лауреат премии, а позднее вернулся туда в 1883—1884 годах.
В 1881 году одна из скульптур Буше привлекла благосклонное внимание жюри Парижского салона. Вскоре Буше стал достаточно известным и востребованным скульптором, и его известность только росла за счёт изготовления тиражных бронзовых уменьшенных копий его работ, а также многочисленных бюстов учёных, писателей и политиков.
В 1889 году скульптура Буше, изображающая бегунов-олимпийцев, получила медаль на Всемирной выставке. Она была установлена в Люксембургском саду в Париже, но была отправлена в переплавку во времена режима Виши. Однако авторская копия скульптуры, установленная в 1913 году, сохранилась в румынском Бухаресте.

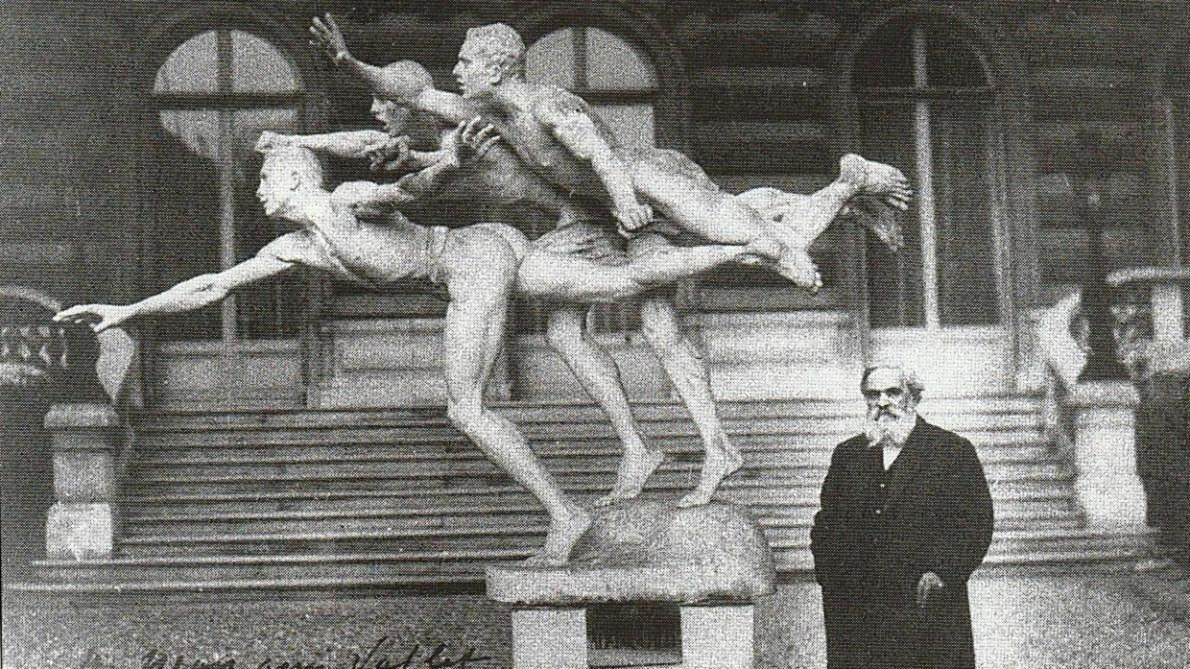
Альфред Буше около своей скульптуры «Бегуны-олимпийцы»

Немалые доходы приносило Буше и создание изысканных скульптур обнажённых женщин, так называемых «купальщиц». Их небольшие повторения в мраморе, в бронзе и даже в севрском фарфоре пользовались устойчивой популярностью у современников скульптора.
Буше имел собственную мастерскую в Париже, а в 1889 году переехал в Экс-ле-Бен, сохранив за собой и парижскую мастерскую. Он имел многочисленных учеников, из которых наиболее известна Камилла Клодель, ставшая позже ученицей и спутницей жизни Огюста Родена, а также Лаура Кутан.
В 1900 году Буше получил главный приз за скульптуру на очередной Всемирной выставке. Благодаря многочисленным заказам, в том числе на создание скульптурных надгробий и усыпальниц для представителей элиты французского общества, например, Коленкуров, материальное положение Буше было очень хорошим. Свои высокие доходы он решил потратить на доброе дело. В 1900 году Буше приобрёл значительный участок земли в Париже в квартале Монпарнас, куда перенёс несколько построек, оставшихся от Всемирной выставки 1900 года. В этих постройках он и основал «Улей»: художественные мастерские, общим числом 140, в которых могли за чисто символическую плату жить и работать молодые начинающие художники. Сам он поселился в пристройке во дворе. Гостеприимством Буше в разные годы воспользовались Леже, Амедео Модильяни, Шагал, Цадкин, Сутин, Архипенко и многие другие. Коммуна художников «Улей» существует по настоящее время и используется по своему прямому назначению: для проживания художников и скульпторов. На территорию коммуны закрыт доступ для посторонних. Её финансированием занимается специальный фонд.
Помимо «Улья», Буше, который до конца жизни был благодарен городу Ножан-сюр-Сен за предоставленную стипендию, на свои средства основал в нём в 1902 году художественный музей Дюбуа-Буше, основу коллекции которого составили работы самого Буше, Клодель, Дюбуа и Рамюса. С 2017 года музей официально носит название музея Камиллы Клодель, тогда как многие работы основателя музея хранятся в запасниках.
После Первой мировой войны стареющий скульптор исполнил военные мемориалы в Ножан-сюр-Сене (1920 г.) и Экс-ле-Бене (1922), однако в этот период работал мало и не был так знаменит. Скончался он в 1934 году и был похоронен в Ножан-сюр-Сене. В 1935 году в Париже прошла большая посмертная выставка его работ. На могиле воздвигнуто изысканное надгробие.
В Буи-сюр-Орвен в память о скульпторе, который был также великим офицером ордена Почётного легиона, воздвигнута памятная часовня, которая нуждается в реставрации.

## Галерея

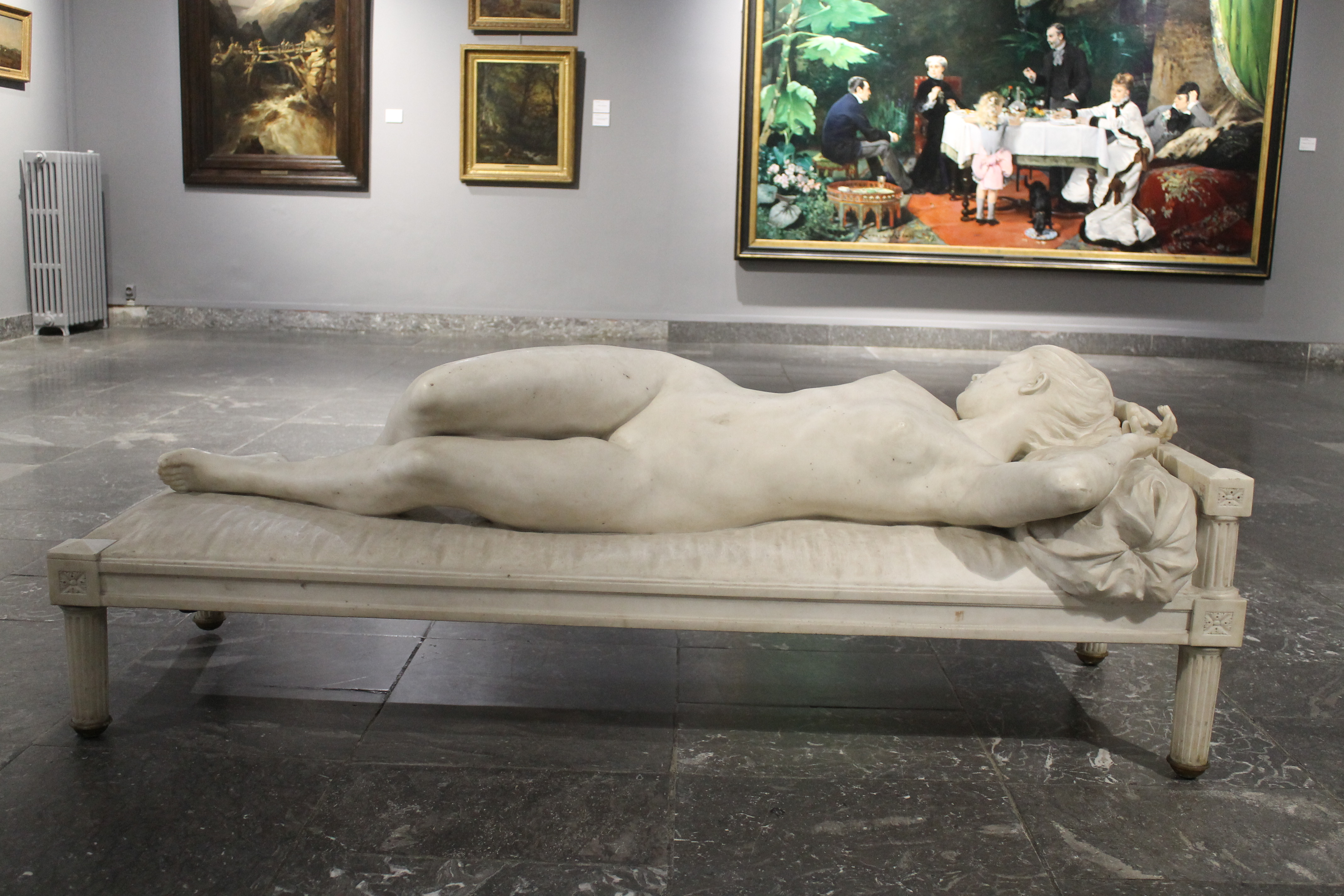
Отдых. Музей изящных искусств По, Франция
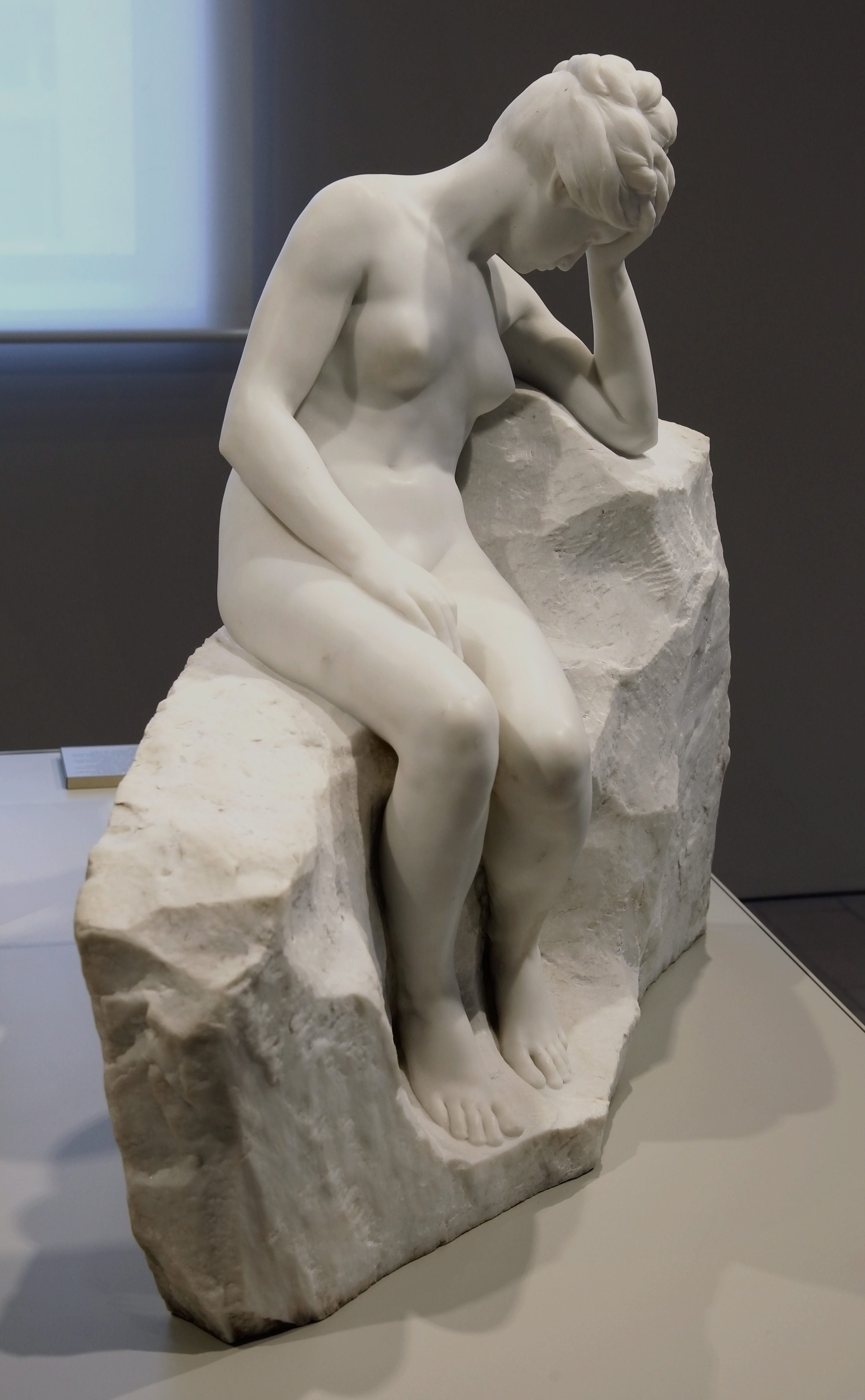
Мысль. Музей Камиллы Клодель (фр.), Ножан-сюр-Сен
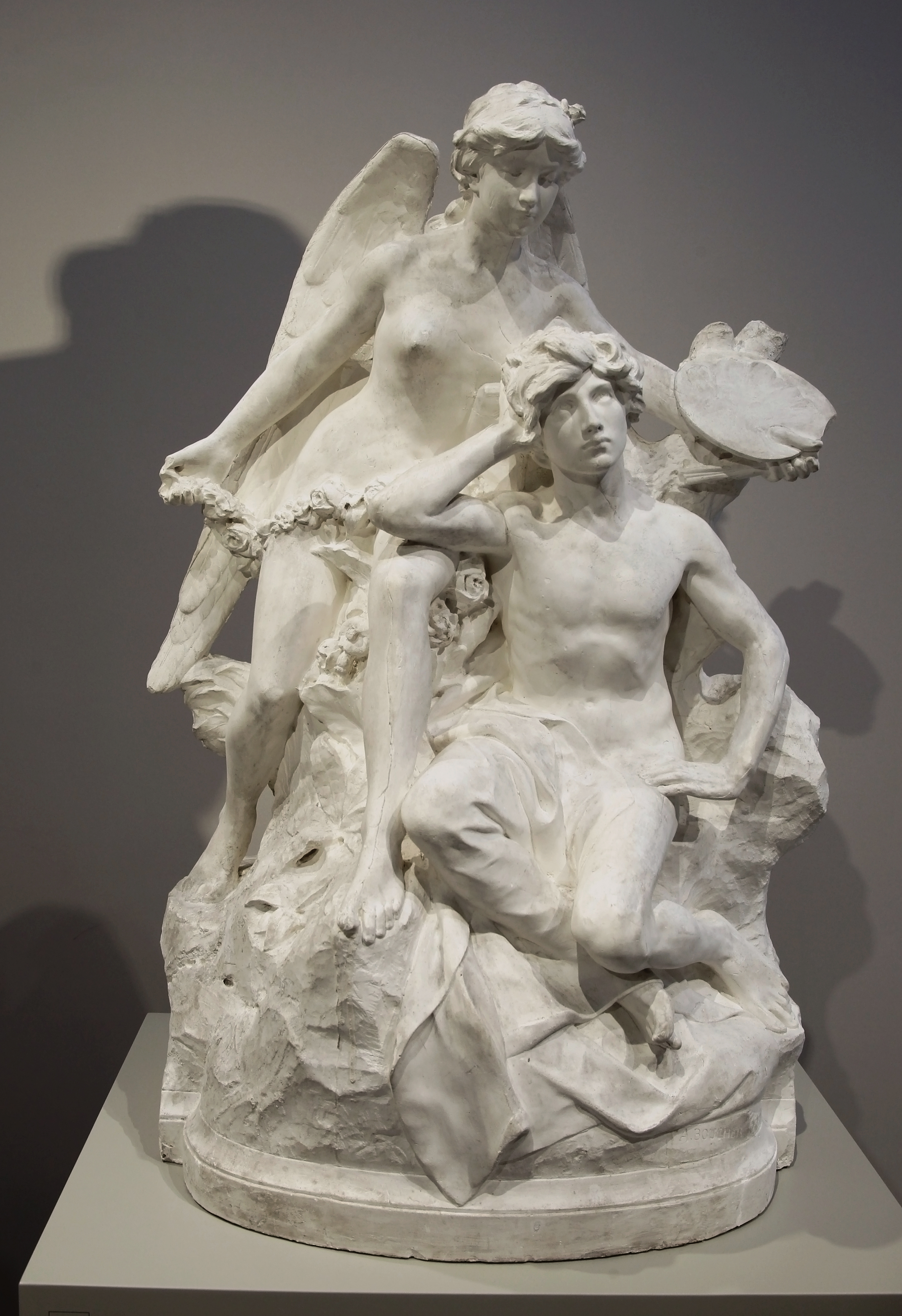
Вдохновение. Музей Камиллы Клодель
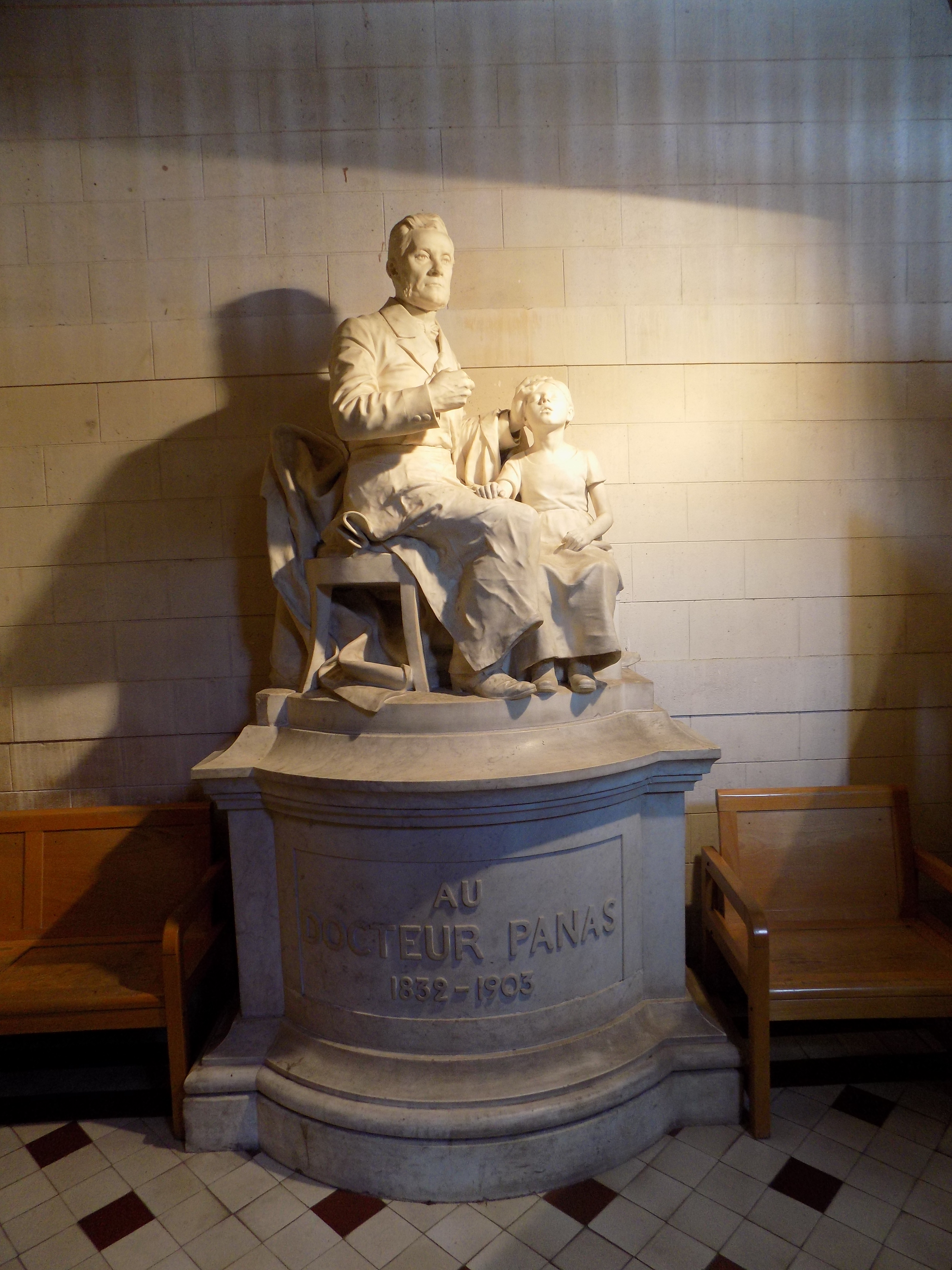
Памятник греческому офтальмологу доктору Фотиносу Панасу, работавшему во Франции
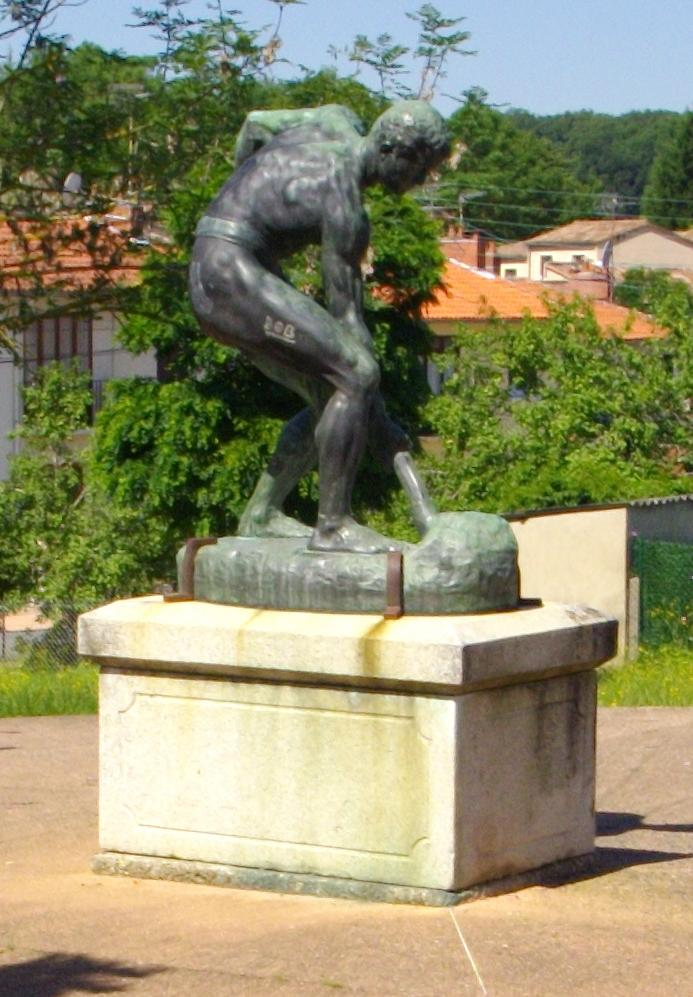
Земля. Сен-Бенуа-де-Кармо
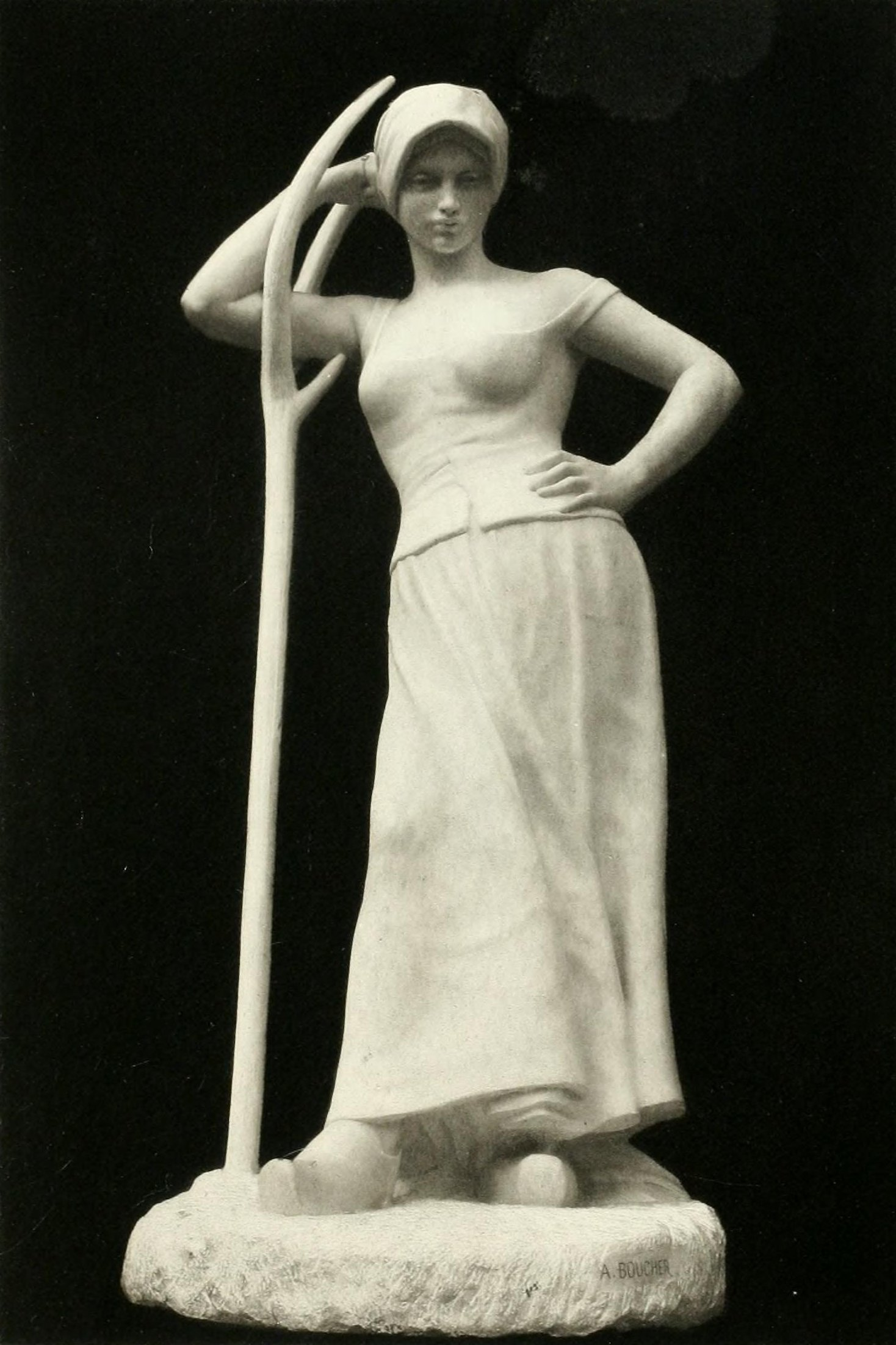
Возвращение с поля
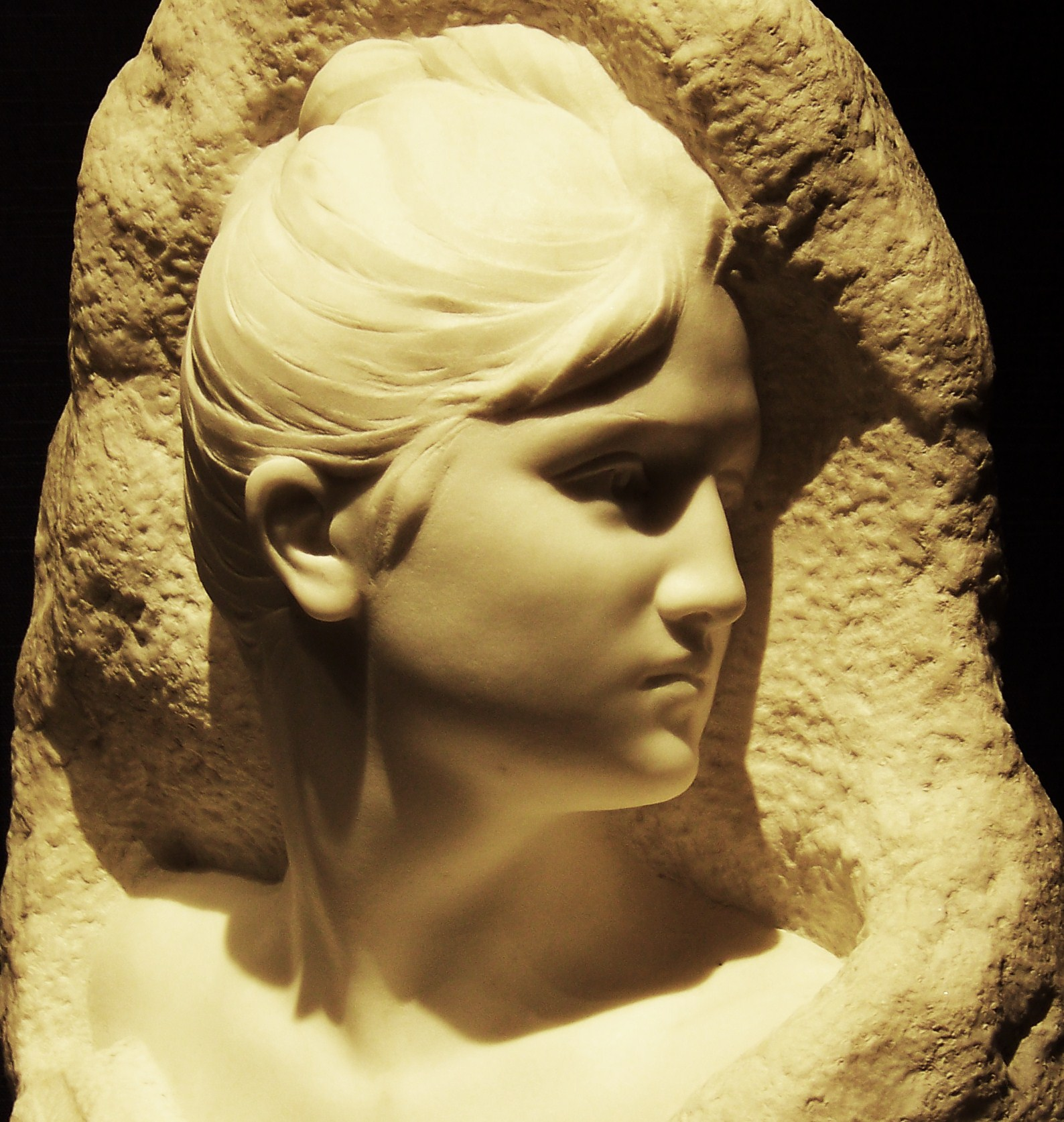
Диана
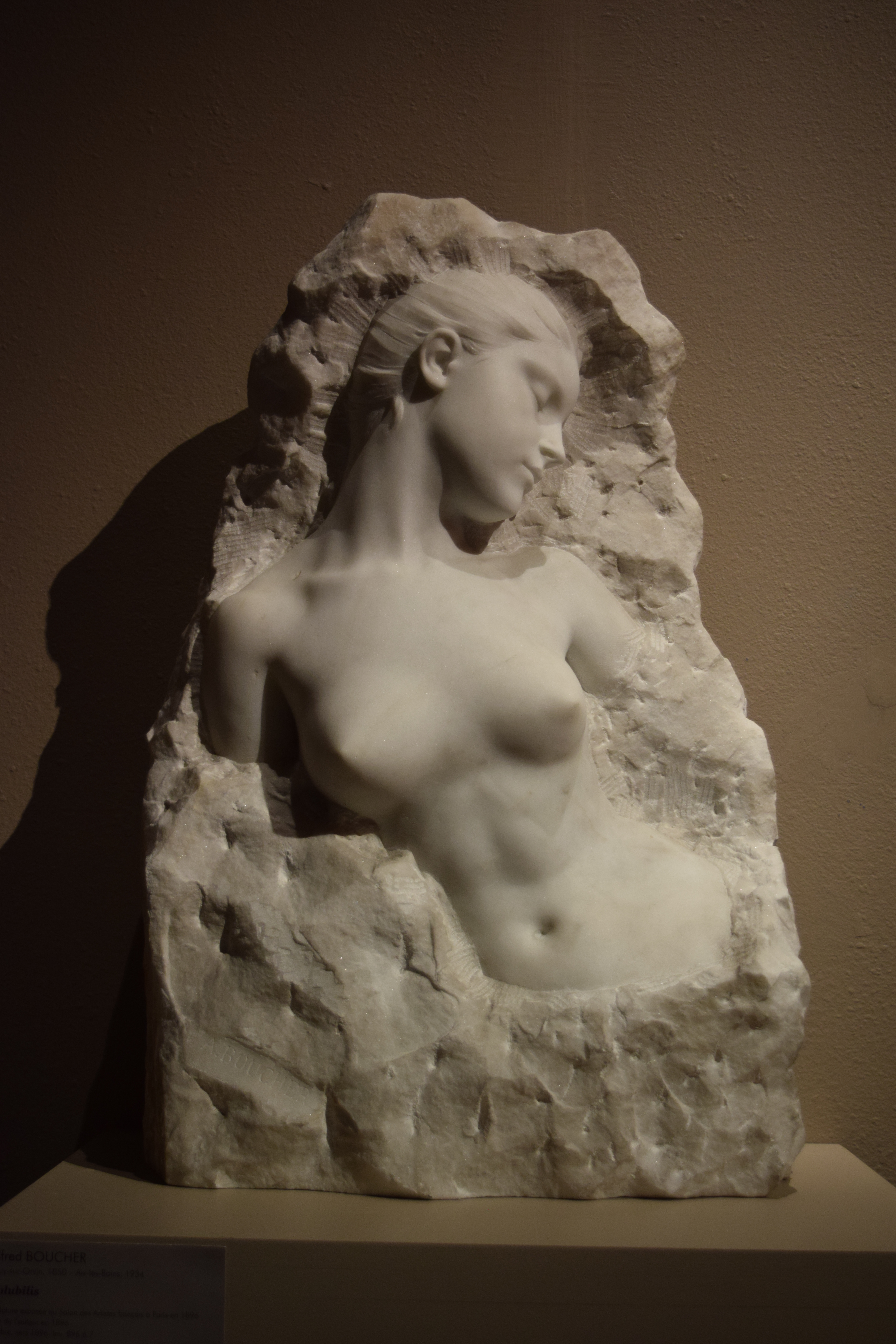
Волюбилис